# Монарх бугенвільський
Монарх бугенвільський (Monarcha erythrostictus) — вид горобцеподібних птахів родини монархових (Monarchidae). Ендемік Соломонових островів.

## Поширення і екологія
Бугенвільські монархи мешкають на Бугенвілі, Буці та на Шортлендських островах. Вони живуть в рівнинних і гірських тропічних лісах.